# Jan Zajíc

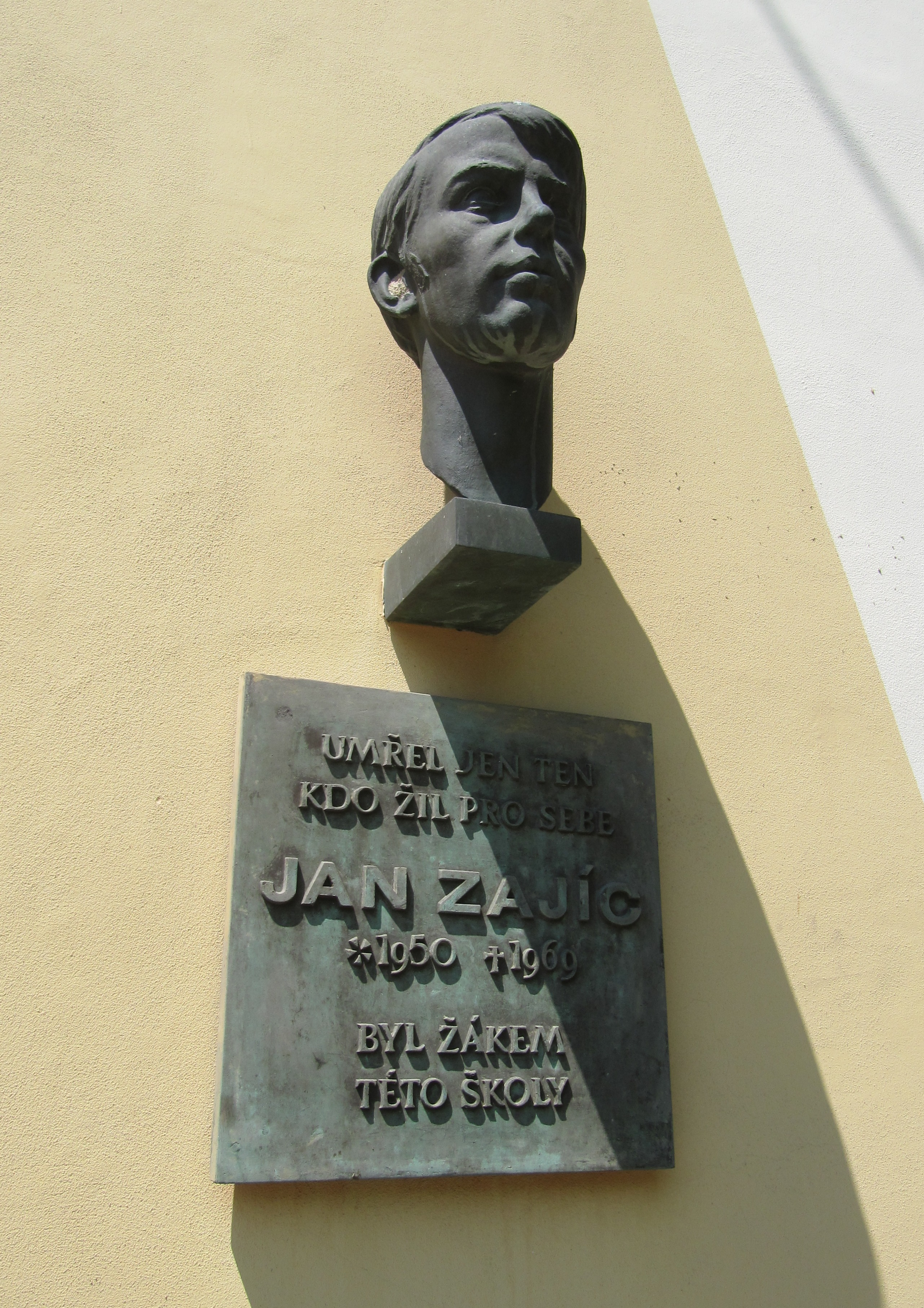
Emléktáblája és szobra Vítkovban

Jan Zajíc (Vítkov, 1950. július 3. – Prága, 1969. február 25.) cseh diák volt, aki a prágai tavasz eltiprása és országa megszállása ellen tiltakozva felgyújtotta magát Prágában.

## Gyerekkora
Jan Zajíc szülei a második világháború után kitelepítettként érkeztek az észak-morvaországi Vítkovba. Apja eladó, anyja az általános iskola tanára lett. Jan Zajícnak egy bátyja és egy húga volt. A családi dokumentumokból kiderül, hogy apja inkább liberálisan nevelte gyermekeit, anyja viszont ragaszkodott a hagyományos keresztény neveléshez. Jan Zajícot megkeresztelték.
1965-ben fejezte be az általános iskolát Vítkovban, és Šumperkben kezdett tanulni. A szakiskola választásának hátterében apja betegsége állt, a családnak szüksége volt arra, hogy minél hamarabb munkába álljon ő is. Jan Zajíc, akárcsak iskolatársai, érdeklődéssel követte a politikai változásokat, és részt vett az ezekről rendezett vitákban.

## Az invázió után
Az 1968. augusztus 21-ei invázió után csatlakozott az ellenálló mozgalmakhoz. Apja és bátyja kérése ellenére is visszautasította, hogy elhagyja az országot.
Azután, hogy Jan Palach 1969. január 16-án felgyújtotta magát a Vencel téren, Zajíc a fővárosba utazott, és csatlakozott az éhségsztrájkot folytató fiatalokhoz, akik a nemzeti múzeum előtt táboroztak le. Január 25-én egy osztálytársával részt vett Palach temetési szertartásán. A következő néhány napot Prágában töltötte, és ez az időszak döntőnek bizonyult öngyilkosságát illetően. Palach utolsó levele alapján Zajíc úgy gondolta, hogy nemsokára újabb egyetemi hallgató áldozza fel magát, de ez nem történt meg, így ő maga kezdett felkészülni az önégetésre.

## Az önégetés
Február 25-én reggel indult el a fővárosba otthonából. Annak ellenére, hogy különböző célokkal vele utazott három osztálytársa és a rendőrség is tudott szándékáról, senki nem próbálta megakadályozni öngyilkosságát. Jan Zajíc délután fél kettőkor a Vencel tér 39. szám alatti házban benzinnel leöntötte, majd felgyújtotta magát. Nem sikerült az épületből kifutnia, így azon a helyen halt meg, ahol felgyújtotta magát.
Zajíc hátrahagyott egy listát, amelyen kitalált követői szerepeltek, valamint egy nyilatkozatot, amelyet a Csehszlovák Köztársaság polgárainak címzett. Ebben a következőt írta: „Annak ellenére, amit Jan Palach tett, életünk visszatért a régi kerékvágásba. Ez az amiért úgy döntöttem, hogy a kettes számú fáklyaként felébresztem a lelkiismereteteket. Nem azért teszem, hogy gyászoljatok, híres legyek vagy azért, mert őrült vagyok. Úgy döntöttem, feláldozom magam, hogy tényleg összeszedjétek magatokat, és ne engedjétek, hogy néhány diktátor elnyomjon benneteket! Ne feledjétek: ha valakinek ellepi a fejét a víz, akkor nem számít, hogy milyen magas az. (...) Fáklyám világítsa be az utat a szabad és boldog Csehszlovákiához.”

## A temetés
Jan Zajíc temetését Vítkovban tartották 1969. március 2-án. Nagyjából nyolcezer ember gyűlt össze, hogy lerója kegyeletét. Zajíc családjának életét megnehezítették a hatóságok, anyja elvesztette állását az iskolában, apját kizárták a kommunista pártból. A mártír tett gondokat okozott bátyja és húga egyetemi felvételében és későbbi tanulmányai során.